# Lalouvesc
Lalouvesc é uma comuna francesa na região administrativa de Auvérnia-Ródano-Alpes, no departamento de Ardèche. Estende-se por uma área de 10,53 km². Em 2010 a comuna tinha 387 habitantes (densidade: 36,8 hab./km²).